# Pancam

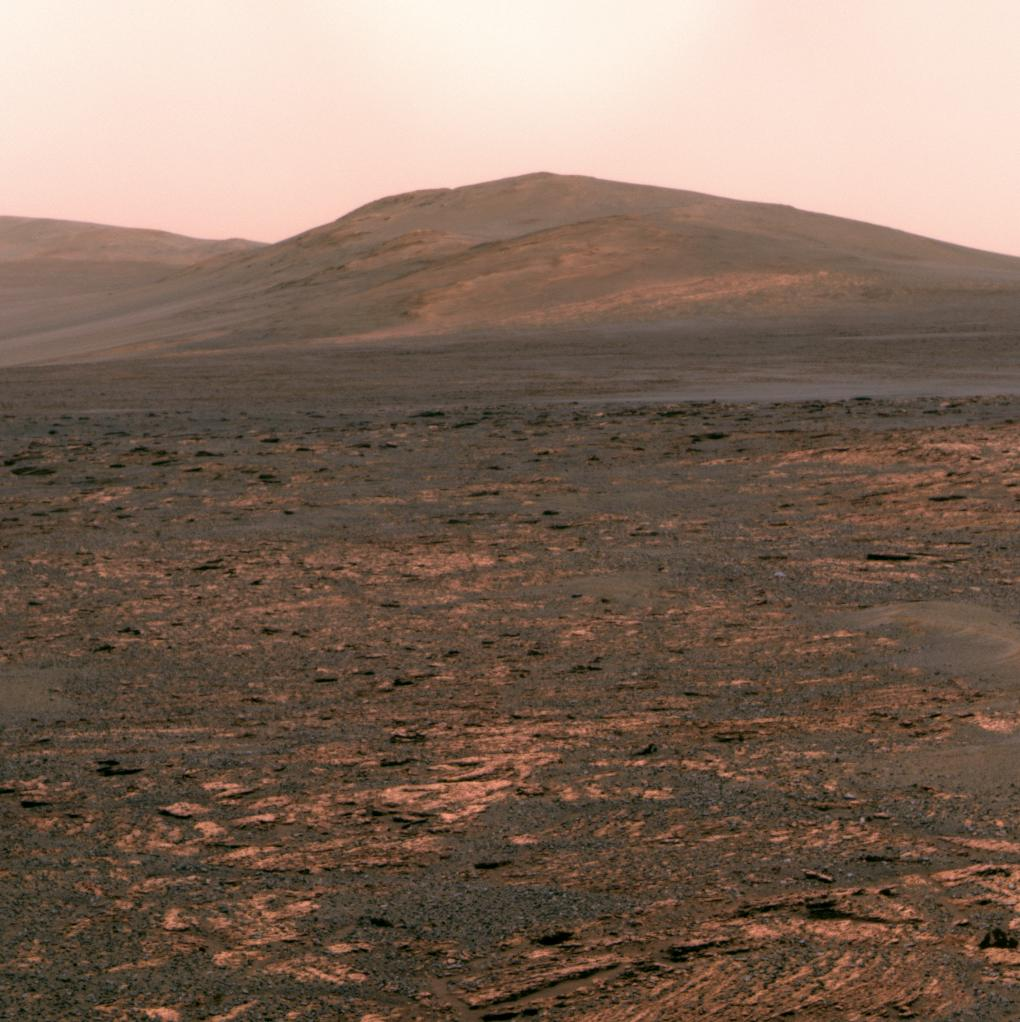
Longitudes de onda de 753, 535 y 432 nanómetros (por ejemplo, aproximadamente el color verdadero) del Punto Solander visto desde la Botany Bay.

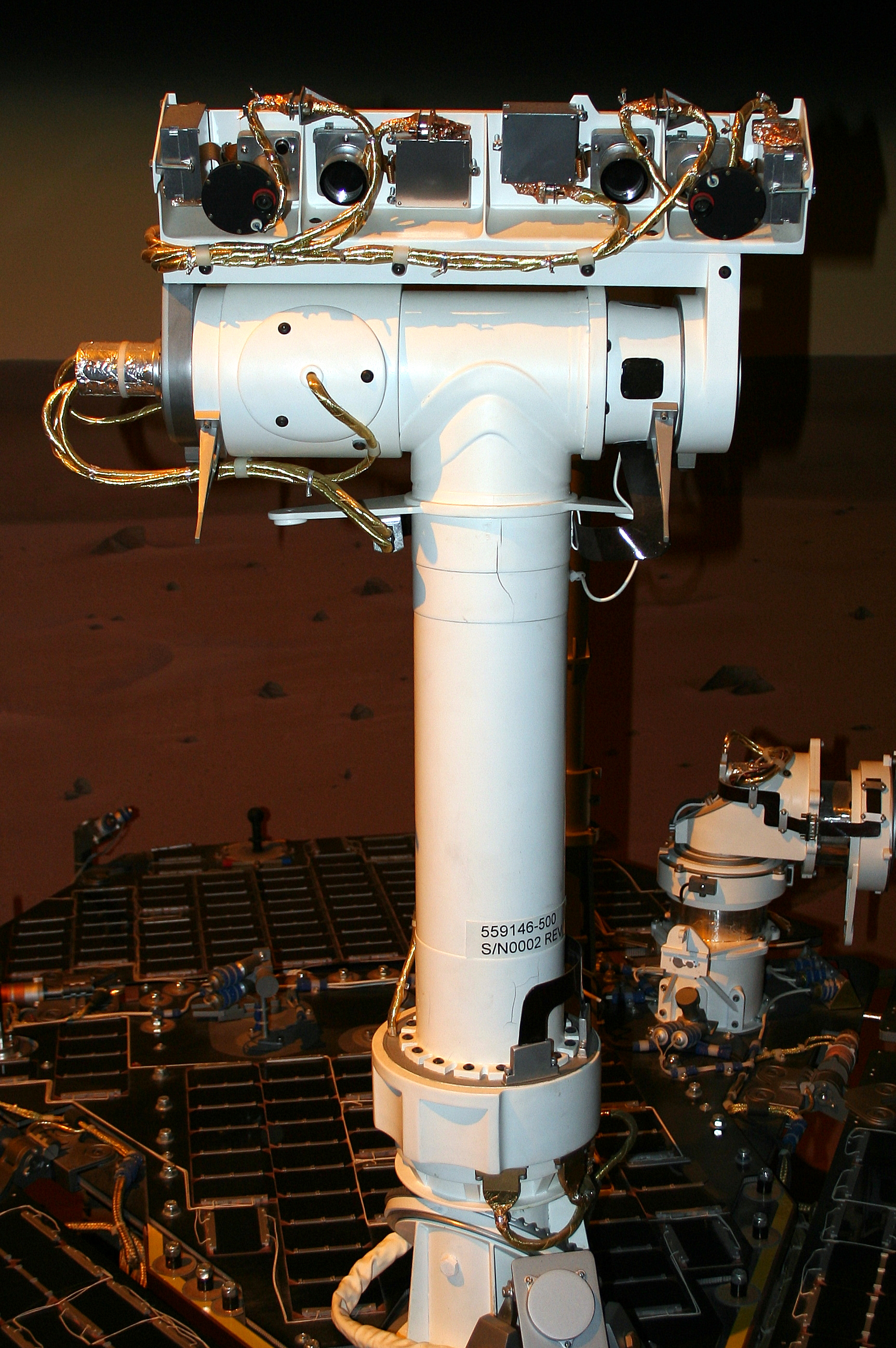
Pancam Mast Assembly (PMA)

Cada Pancam (panoramic camera) es una de las dos cámaras electrónicas estereoscópicas de los Mars Exploration Rovers Spirit y Opportunity. Dispone de un conjunto de rueda de filtros que le permite ver diferentes longitudes de onda de la luz y el par de Pancams está montado junto a dos Navcams en el conjunto de la barra de cámaras del MER.
Según la Universidad de Cornell, puede trabajar con Mini-TES para analizar el entorno.
Según un documento del JPL sobre Marte, el sistema Pancam puede alcanzar una resolución angular de 300 microrradianes, tres veces mejor que el ojo humano. Puede observar 14 bandas espectrales, y con dos cámaras laterales puede generar vistas estereoscópicas de Marte, lo que permite crear grandes panorámicas de Marte de más de 10 Gbit sin comprimir. El rover Spirit tomó la imagen de mayor resolución jamás tomada en la superficie de otro planeta hasta ese momento, cuando aterrizó en 2004.

## Óptica
La distancia focal de la cámara es de 43 mm con un campo de visión (FOV) de 16° x 16°. Las dos cámaras están separadas por 30 cm y están montadas al revés una respecto de la otra.

## Dispositivo de carga acoplada
En ambas cámaras se utiliza un detector de dispositivo de carga acoplada (CCD) de 1024 x 2048 píxeles construido por Mitel. El CCD está iluminado por el lado frontal y no utiliza ningún revestimiento antirreflectante o de mejora de los rayos UV. La mitad del chip se utiliza para el almacenamiento y la lectura, por lo que está protegido de la iluminación.

## Electrónica
Un Actel Field Programmable Gate Array (FPGA) RT1280 proporciona las capacidades de cómputo necesarias para la cámara. La señal del CCD se transforma en una señal digital de 12 bits antes del procesamiento de datos.

## Rueda de filtro
La cámara izquierda tiene filtros con la siguiente longitud de onda: (739, 753, 673, 601, 535, 482, 432, 440 nm), mientras que la cámara derecha tiene los filtros para:(436, 754, 803, 864, 904, 934, 1009, 880 nm). Cada rueda de filtros es accionada por un motor paso a paso para proporcionar la rotación de la rueda.

## Objetivo de calibración

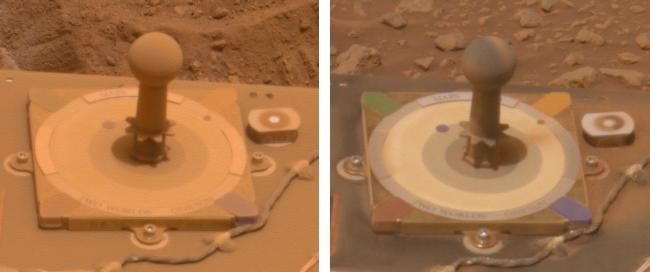
Los operadores de la Pancam intentaron el color del ojo humano en estas dos imágenes de la MER MarsDial tomadas con 10 días de diferencia. Los vientos de limpieza de polvo redujeron la cantidad de polvo en la imagen del lado derecho. Las imágenes se produjeron con luz de longitudes de onda de 430 nanómetros a 750 nm.

El objetivo de calibración del rover también forma parte del sistema de cámaras y contiene varias zonas. Zonas pulidas para reflejar el cielo marciano, zonas con reflectividad conocida y, en las cuatro esquinas, objetivos de color hechos de silicona. Los pigmentos inorgánicos para las esquinas fueron hematita, goethita, óxido de cromo y aluminato de cobalto. El blanco de calibración forma parte del conjunto del reloj de sol.